# Diplotaxis mistura
Diplotaxis mistura är en skalbaggsart som beskrevs av Patricia Vaurie 1960. Diplotaxis mistura ingår i släktet Diplotaxis och familjen Melolonthidae. Inga underarter finns listade i Catalogue of Life.